# Татарский Дюм-Дюм
Тата́рский Дюм-Дю́м (тат. Татар Дөм-Дөме) — село в Елабужском районе Республики Татарстан, административный центр Татарско-Дюм-Дюмского сельского поселения.

## География
Село находится в 5 км от реки Вятки, в 31 км к северо-западу от районного центра, города Елабуги, в 18 км к северо-востоку от города Мамадыша.

## История
В окрестностях села выявлен археологический памятник эпохи поздней бронзы — Татарско-Дюм-Дюмская стоянка.
Село известно с 1678 года. В XVIII — первой половине XIX веков жители относились к категории государственных крестьян. Их основные занятия в этот период — земледелие и скотоводство, был распространен извозный промысел.
В «Списке населенных мест по сведениям 1859—1873 годов», изданном в 1876 году, населённый пункт упомянут как казённая деревня Дюмдюм 1-го стана Елабужского уезда Вятской губернии. Располагалась при безымянном ключе, по левую сторону Елабужско-Малмыжского почтового тракта, в 40 верстах от уездного города Елабуги и в 41 версте от становой квартиры в казённом селе Сарали. В деревне, в 65 дворах жили 494 человека (247 мужчин и 247 женщин), были мечеть, сельское управление.
По сведениям переписи 1897 года, в деревне Дюм-Дюмка (Дюм-Дюм) Елабужского уезда Вятской губернии жили 898 человек (428 мужчин и 470 женщин), все мусульмане.
В начале XX века в селе располагалось волостное правление, функционировали мечеть и мектеб. В этот период земельный надел сельской общины составлял 2011 десятин.
До 1920 года село входило в Черкасовскую волость Елабужского уезда Вятской губернии. С 1920 года в составе Мамадышского, с 1921 года — Елабужского, с 1928 года — Челнинского кантонов ТАССР.
С 10 августа 1930 года село в Елабужском районе, в 1931 году в селе организован колхоз «Яшь Куч». С 19 февраля 1944 года село в Костенеевском, с 8 июня 1944 года — в Мортовском, с 19 ноября 1954 года — в Елабужском районах.

## Население
| 1859 | 1887 | 1897 | 1905 | 1920 | 1926 | 1938 | 1949 | 1958 | 1970 | 1979 | 1989 | 2002 | 2010 | 2017 |
| ---- | ---- | ---- | ---- | ---- | ---- | ---- | ---- | ---- | ---- | ---- | ---- | ---- | ---- | ---- |
| 494  | 935  | 898  | 837  | 1077 | 1026 | 853  | 646  | 490  | 433  | 365  | 338  | 318  | 288  | 268  |

Национальный состав села: татары — 86%, русские — 11% (2017 год).

## Экономика
Жители работают преимущественно в ООО «Агрофирма «Яшь Куч» (полеводство, молочное скотоводство), многие на личном подворье занимаются пчеловодством.

## Объекты образования, медицины и культуры
В селе действуют дом культуры (с 1930 года), библиотека (с начала 1950-х годов), детский сад (с 1965 года), фельдшерско-акушерский пункт (с 1934 года). 

## Религиозные объекты
Мечеть (с 1994 года).